# Garbus (film)
Garbus (fr. Le Bossu) – francusko-włoski film kostiumowy z 1959 roku. Adaptacja powieści Paula Févala pt. Kawaler de Lagardère.

## Treść
Francja, początek XVIII wieku. Henri de Lagardere opiekuje się Aurorą, córką zamordowanego księcia Philippe de Nevers. Przed mordercami ukrywa się przebierając się za odrażającego garbusa.

## Główne role
- Jean Marais - Henri de Lagardère alias le Bossu
- Bourvil - Passepoil
- Sabine Sesselmann - Aurore de Nevers/Isabelle de Caylus
- François Chaumette - Philippe de Gonzague
- Jean Le Poulain - Monsieur de Peyrolles
- Hubert Noël - książę Philippe de Nevers
- Paulette Dubost - Lady Marthe
- Paul Cambo - Philippe II, Duke of Orléans
- Edmond Beauchamp - Don Miguel
- Georges Douking - Marquis de Caylus
- Guy Delorme - zabijaka